# 金沢電気軌道ED1形電気機関車
金沢電気軌道ED1形電気機関車（かなざわでんききどうED1がたでんききかんしゃ）は、金沢電気軌道（後の北陸鉄道金沢市内線の経営母体）が保有した電気機関車の1形式。

## 概要
側窓が多く比較的大型の乗務員室を備える20t級凸型電気機関車である。
石川県下の鉄軌道の戦時統合により北陸鉄道ED20形となった後、車体延長や台車、主電動機、それに制御器の交換などを経て実質30t級となり、冬期の石川線で使用する除雪用機関車として現存する。
前後に背の低い機器室（ボンネット）を置き、中央に側窓の多い乗務員室を備える、戦前の南海鉄道に多数在籍した独特な形状の凸型電気機関車の様式を今に伝える、いわゆる南海型機関車の1例として希少な存在であり、また木南車輌製造製電気機関車として唯一の現存例でもある。

## 製造経緯
元々城下町金沢の市内電気軌道建設を目的として創設され、配電事業も併せて行っていた金沢電気軌道は、市内線の第1期線を開業して間もない頃から、その事業規模の拡大に乗り出すようになった。
同社はまず1920年（大正9年）8月1日に自社線と接続する西金沢（後の白菊町） - 野町 - 野々市間を開業していた馬車鉄道の金野鉄道を合併、続いて1923年（大正12年）5月1日に旧金野鉄道線区間と野町で接続する石川鉄道（新野々市（後の新西金沢） - 鶴来間を開業）を合併し、これらを合わせて石川線とした。さらに1929年（昭和4年）6月17日には、不況で運転資金がショートした金名鉄道（後の北陸鉄道金名線）から同社線の一部（鶴来 - 神社前（後の加賀一の宮）間。この時点では非電化）を譲受し、その手中に収めた。
こうした相次ぐ合併や路線の譲受、そして1929年9月14日の旧金名鉄道線区間の電化完成などにより、金沢電気軌道は市内線と野町で接続し、鶴来町の中心地に位置した鶴来を経て神社前に至る、つまり金沢市内と旧加賀国の一宮である白山比咩神社を直結する参宮路線を形成するに至った。
だが、後の北陸鉄道時代に金名線、それに鶴来より分岐する能美線と合わせて石川総線と総称されることとなるこの路線には、石川線沿線の貨物需要に加え、神社前で接続する金名鉄道線沿線から全国へ送り出させる木材をはじめとする産品の輸送や、能美線との間での九谷焼の原材料・製品輸送といった産業鉄道としての性格、それに金名鉄道沿線を流れる手取水系の電源開発のための資材輸送鉄道としての性格も備わっていて、旺盛な貨物需要が存在した。
もっとも、電化当初の石川鉄道線には動力車が電動客車しか在籍しておらず、これらが鉄道省払い下げあるいは自社発注による貨車を牽引する形態で貨物輸送が実施されており、それは金沢電気軌道への合併後も踏襲されていた。
しかし、1930年代中盤に自社保有貨車の増備が実施されて貨車数が増えたことなどから、本格的な電気機関車新造の必要性が生じた。そこで、金沢電気軌道は石川線向けとして堺市の木南車輌製造に電気機関車1両を発注した。
この機関車は1938年（昭和13年）3月24日認可でED1形ED1として竣工し、金沢電気軌道が所有した唯一の電気機関車となった。
その後、配電事業者でもあった金沢電気軌道は1941年8月1日に北陸合同電気に吸収合併され、その後、国策による配電事業者の統合と配電事業者の兼業禁止で旧金沢電気軌道の鉄軌道部門が独立、初代の北陸鉄道となった。
さらに、石川県下の私鉄各社の戦時統合により1943年10月13日に2代目北陸鉄道が発足、1949年（昭和29年）10月1日の一斉改番で本形式は自重が20t級のD型機であったことに由来するED20形ED201に改称された。
つまり、この間の車籍の変遷は以下の通りとなる。
金沢電気軌道ED1形ED1（1938年3月24日~1941年7月31日）
→北陸合同電気ED1形ED1（1941年8月1日~1942年1月26日）
→北陸鉄道（初代）ED1形ED1（1942年1月27日~1943年10月12日）
→北陸鉄道（2代）ED1形ED1（1943年10月13日~1949年9月30日）
→北陸鉄道ED20形ED201（1949年10月1日~）

## 車体

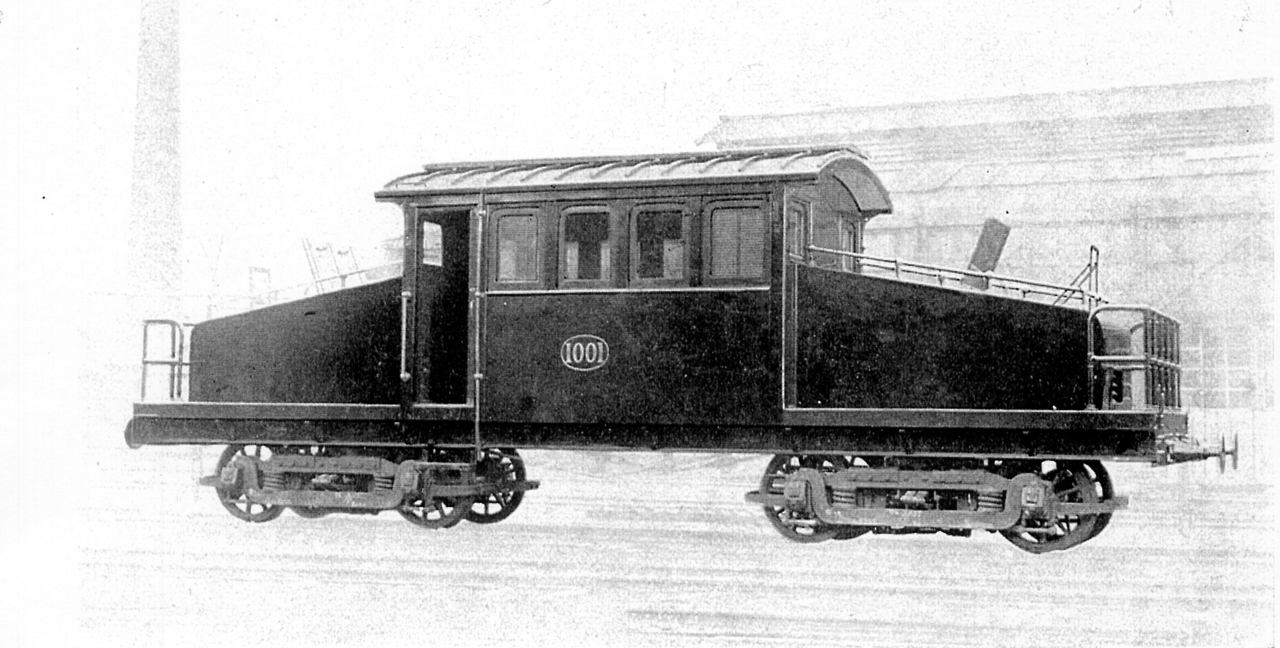
南海鉄道電機第1号形 1001
南海鉄道における一連の凸型電気機関車の基本形態を確立した形式。本形式の車体はこの形式の影響下で設計された。
（車体完成時のメーカーカタログ写真）

端梁に自動連結器を備える長さ9.4mの台枠中央に半鋼製の運転室を置き、その前後にリベット組立の機器室を置く凸型車体で、窓配置は3d（d：乗務員扉）である。新造時には妻窓を横引き式で開閉可能な4枚構成としている。
運転台は車体中央に制御器を置き、乗務員は横向きに座って操作を行う構造であり、側窓は下降式となっていて開閉可能である。
前照灯は機器室中央の点検用ハッチの前に台座を組んで灯具が固定されており、尾灯は台枠端梁に灯具を取り付けて使用する。
後述するように直接制御式の抵抗制御車として製造された本形式の場合、電気車保守の上で重要な電動機は台車内、制御器は運転室内の設置となり、また抵抗器は放熱の必要もあって床下に装架されるため、竣工当初の各機器室には空気圧縮機と空気溜を設置するのみで、非常にコンパクトにまとめられている。
この車体は製造当時南海鉄道が保有していた同級電気機関車、特に当時最新のEF5形5121・5122などの車体を、南海沿線の新興車両メーカーであった木南車輌製造がスケッチして製作したものの一つである。南海鉄道では1916年（大正5年）に大阪高野鉄道が自社工場で製造した電2形に範を採って1922年（大正11年）に日本車輌製造本店で製造した電機第1号形1001 - 1004を皮切りに、沿線の梅鉢鉄工場や藤永田造船所、木南車輌製造、それに自社天下茶屋工場で貨物列車牽引用として凸型電気機関車を多数製造、吸収合併した大阪高野鉄道からの編入車（電2形1 - 5→電機第4号形1016 - 1020）を含め、本形式製造の時点で25両を運用していた。
本形式については、これと前後して同じ木南車輌製造で製作された姉妹車である富岩鉄道ロコ1形や渥美電鉄ED1と共に、同様の構成の車体を備えて1939年（昭和14年）2月に竣工した南海鉄道EF1形5123・5124が製造された際に発生した、旧EF1形5071・5072のいずれかの台枠が流用され、これに5121・5122と同様式で製造した車体を載せた可能性が存在する。

## 主要機器

### 制御器
ゼネラル・エレクトリック(GE)社製K-38直接制御器を搭載する。GE K-38は大阪高野鉄道電2形に採用され、大阪市電気局など日本の電気軌道各社局で多数が輸入・採用された実績のある、初期の路面電車用直接制御器を代表する機種の一つである。
もっとも、許容電流量の問題から、これは特に100馬力以上の定格出力の電動機を4基装架する電気機関車で使用するにはやや荷が重かったらしく、南海鉄道でこれを搭載した電気機関車では故障が頻発したという。こうしたことからGE K-38制御器は本形式の竣工当時、電5形電車の制御器を電空カム軸式のPC-14Aへ換装した際に発生したウェスティングハウス・エレクトリック(WH)社製HL151-D-2制御器を2両分（2組）運転台に搭載して並列で総括制御動作させるように自社で改造した、HL-N電磁単位スイッチ式手動加速制御器への換装で徐々に淘汰が進みつつあった。

### 主電動機
本形式製作当時の南海鉄道で余剰を来していたものを流用したと考えられる、WH社製WH-101-Hを各台車2基ずつ吊り掛け式で装架している。歯数比は69:15である。この電動機は元々南海鉄道が電化時に新造した電第壱號形1 - 24や電第弐號形101 - 112などに装着されていたもので、本形式が製造された時期の南海鉄道では、より強力な電動機への新製交換と併せて、老朽化等で処分する車両にこれより強力な電動機が付いていた場合に今後も継続使用する車両に装架されているWH-101-Hとこれを交換する、譲渡車に装着の電動機をこれと振り替えて送り出す、あるいは単純にWH-101-H搭載車を電装解除して制御車化する、といった手法で社内的な淘汰が順次進められていた。そのため木南車輌製造が本形式と前後して製作した同系凸型電気機関車は、全て入手の容易なこの電動機を装架して出荷され、同様に南海鉄道で廃車手続き後、木南車輌製造で鋼体化改造を施した上で1934年（昭和9年）に大阪窯業セメントへ譲渡した電機第4号形1020についても、大阪高野鉄道電2形時代以来のGE社製GE-218-B（端子電圧600V時一時間定格出力52.0kW）からこのWH-101-Hへ主電動機を振り替えた後で送り出されている。

### 台車
竣工時には、軸距1,372mmの軸ばね台車であるJ.G.ブリル社製Brill 27GE1を動揺防止を目的として改造したものが装着されている。
具体的には、本来の27GE1では線路方向に沿って置かれた重ね板ばねによる枕ばねを、前後端に接続された釣り合いばねによって懸架していたが、これを後継の27Eと同様、新製した鍛造品の梁を線路方向に沿って置き、これを釣り合いばねで懸架した上で、これら左右の梁を下揺れ枕と結合してH字状に組み立てたものの上に、まくら木方向に重ね板ばね（楕円ばね）を配することで車体の左右方向の揺動特性の改善を図っている。つまりこの改造は実質的には27GE1の27E化と言えるが、鍛造側枠そのものは無改造のため、短軸距かつ主電動機を外掛けという路面電車向け台車並の構造・基本寸法には変化はない。
このBrill 27GE1は南海鉄道電1形と大阪高野鉄道電第1形、それに大阪髙野鉄道電2形に装着された台車であり、改造後も長く南海線で使用されていたが、本形式製造当時には装着車の鋼体化などに伴う相次ぐ大型化と重量増に対応しきれなかった。そのため、上述のWH-101-H電動機と同様、南海鉄道では電気機関車を含めて代替用台車の新造と複雑な振り替えを経て、順次淘汰が始まっていたものであった。

### ブレーキ
M三動弁によるAMM自動空気ブレーキ（Mブレーキ）を搭載する。

### 集電装置
新造時の石川総線の規格に従い、竣工の時点ではトロリーポールが前後各1基で合計2基、屋根上に設置されている。

## 運用
竣工後、北陸合同電気時代の1941年（昭和16年）11月28日に発生した温泉電軌山代車庫の全焼に伴う車両不足に対する応援として、約2年にわたって同社に貸し出されて使用された。1943年（昭和18年）に実施された石川県下に所在する私鉄各社の北陸鉄道への統合後、1949年（昭和24年）10月1日付で実施された一斉改番の際にはED20形ED201へ改番され、その後は他線区へ転出することも無く、専ら石川総線に配置され続けている。
その間、1953年（昭和28年）に非力であった主電動機を他形式の主電動機交換で発生した三菱電機MB-64Cへ換装、さらに1962年に自社工場において台枠を中央で切断し部材を挿入することで全長を1.7m延長、これにより前後の機器室を拡大、制御器を直接式のGE K-38からWH社製単位スイッチ式手動加速制御器であるHL-846Dを改造したものに交換し、台車と主電動機についてもモハ852の廃車発生品である住友金属工業KS30L鋳鋼製釣合梁式台車と、それに装架されていたとされるWH社製WH-558-J6に交換された。この台車交換→台車の大型化に伴う車体延伸改造は、前述の通り同系車を多数擁した本家である南海鉄道→南海電気鉄道でも戦前から実施されており、また後述の妻窓の2枚窓化改造も戦後の南海電気鉄道で実施されていた。これらの改造により、自重は23.5tから29.3tに増加し、ワンランク上のED301に迫る粘着力が確保されるようになっている。
また、集電装置もポールからZ型パンタグラフを経て、北鉄式と称する通常の菱枠型パンタグラフに交換、車体についても運転中に窓を開けてポール操作を行う必要が無くなったことから、4枚窓構成で開閉可能であった妻窓を2枚ずつまとめてHゴム支持方式の固定窓に改造、これにより運転中の前面からの雪や雨の浸入を防ぎ、さらに降雪時の視界確保のため旋回窓を後日追加している。加えて、この時代には前照灯がボンネット上から運転室妻面中央窓上に移設されていることが、残された写真から確認出来る。
1976年（昭和51年）4月の貨物営業廃止までは貨物列車牽引の主力としてED301やED311と共に重用されたが、以後は貨車牽引運用が無くなったため、除雪車として前後に大型スノープロウを装着したまま年中待機状態に置かれることとなった。
1986年（昭和61年）には台枠両端梁の自動連結器を撤去して運転台からスノープロウの高さを調節する機構を搭載、1990年には前照灯をシールドビームに交換、併せて除雪作業中の視認性向上を図って尾灯を妻面窓上部に移設する工事も実施されている。
石川線では降雪時の除雪用として、本形式の他により強力なED301も機器更新を受けつつ長く在籍していたが、能美線および金名線の廃止で路線長が短縮された後は、本形式1両で事足りるようになったため、本形式が除雪用として常用されている。
ED301が2010年（平成22年）に除籍されて若桜鉄道隼駅へ保存のため輸送された後は、北陸鉄道唯一の電気機関車となっている。

## 保存へ
北陸鉄道石川線で除雪車として活用されているED201について、更新が予定されていることから、能美市が譲り受けて辰口図書館に隣接する「のみでん広場」に展示する方針である。